# Edmund Allenby
Edmund Henry Hynman Allenby, 1:e viscount Allenby, född 23 april 1861, död 14 maj 1936, var en brittisk arméofficer (fältmarskalk från 1919) som är mest berömd för sin insats under första världskriget.

## De tidiga åren
Allenby föddes i Brackenhurst, Nottinghamshire, och utbildades vid Haileybury and Imperial Service College och Royal Military College i Sandhurst. År 1882, efter att ha läst på Royal Military Academy, blev han skickad till sjätte dragonregementet.

## Tjänstgöring
Allenby såg aktiv tjänstgöring under 1884 års expedition till Bechuanaland och senare (1888) även i Zululand. Han återvände till England med sin enhet år 1890 och avslutade sin officersutbildning 1896-97. Han befordrades till major år 1897 och gick med tredje kavalleribrigaden  1898 och tjänstgjorde på Irland. Han återvände till Sydafrika 1899 för att strida i det andra boerkriget. När kriget var slut var han överste och återvände till England 1902 för att föra befäl över femte kungliga irländska lansiärerna fram till 1905 och sedan fjärde kavalleribrigaden till 1910. Hans stora erfarenhet av kavalleriet gjorde att han blev utnämnd till "Inspector of Cavalry".

## Första världskriget

### Västfronten
Under första världskriget tjänstgjorde Allenby först på västfronten. Vid krigsutbrottet fick han befäl över en kavalleridivision och utmärkte sig när hans enhet täckte reträtten efter slaget vid Mons. Han blev belönad med befälet över brittiska expeditionsstyrkans kavallerikår. År 1915 förde han befäl över femte kåren under andra slaget vid Ypres och tog i oktober befäl över den brittiska tredje armén. Vid slaget om Arras misslyckades dock hans styrkor med att utnyttja ett genombrott, därför blev han ersatt med Julian Byng den nionde juni 1917.

### Egypten och Palestina
27 juni 1917 skickades Allenby till Egypten för att ersätta Sir Archibald Murray som befälhavare för den Egyptiska expeditionskåren (EEF). En av Allenbys första handlingar var att understödja T. E. Lawrence och hans araber med 200.000 pund i månaden. Efter att ha omorganiserat sina styrkor vann han tredje slaget om Gaza (31 oktober - 7 november 1917), tack vare ett överraskningsanfall vid Beer Sheba. Hans styrkor avancerade mot Jerusalem, vann över turkarna vid slaget om Junction Station (13-15 november) och intog Jerusalem den elfte december 1917.

### Ära Jerusalem - till fots

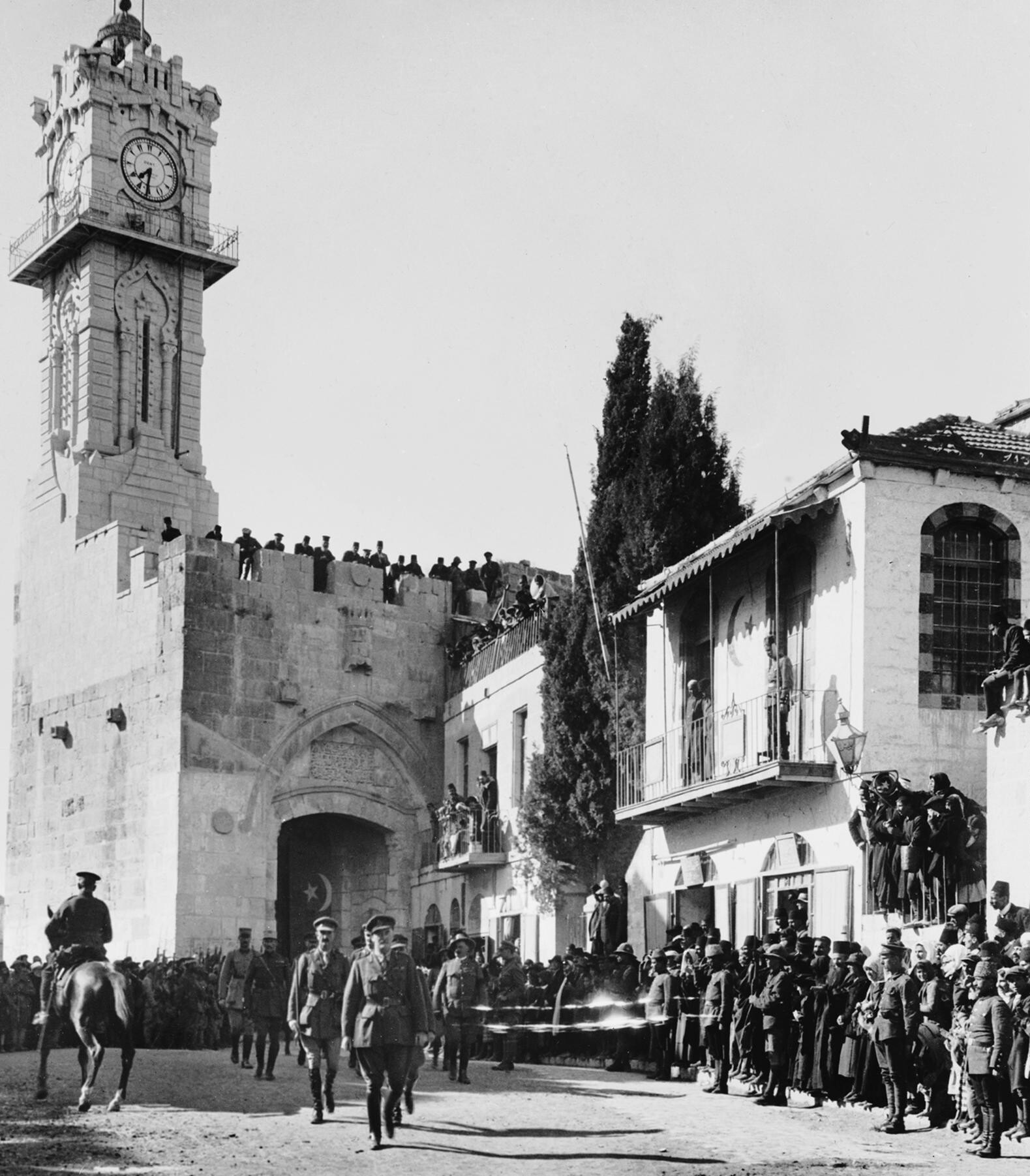
Allenby marscherar in i Jerusalem

Allenby steg av hästen tillsammans med sina officerare och gick in i staden till fots genom Jaffaporten, för att visa sin respekt för Jerusalems status som helig stad för både kristendom, judendom och islam.

### Seger i Mellanöstern
Den tyska offensiven på västfronten (Kaiserschlacht) gjorde att Allenby inte kunde få förstärkningar och efter att hans styrkor misslyckats med att inta Amman i mars och april 1918 beordrade han att offensiven skulle avslutas. Nya trupper från Australien, Nya Zeeland, Indien och Sydafrika gjorde dock att offensiven kunde återupptas i augusti 1918. Efter att antal trupprörelser för att förvilla turkarna bröts slutligen deras front i slaget vid Megiddo (19-21 september 1918). Det brittiska kavalleriet omringade sedan de turkiska styrkorna. Därefter avancerade styrkan mycket hastigt. De tog Damaskus den första oktober och Homs femton dagar senare. Till slut intog de Aleppo den tjugofemte, fem dagar före Turkiets kapitulation.

## Befordran
Allenby blev fältmarskalk år 1919 och den 6 augusti samma år viscount Allenby (av Megiddo och Felixstowe). Han stannade i Mellanöstern som kommissionär för Egypten och Sudan till år 1925 och han var aktiv i skapandet av ett självständigt Egypten. Han drog sig tillbaka år 1925.

## Utmärkelser
- Storofficer av Hederslegionen,  18 mars 1915[9]
- Storofficer av Leopoldsorden,  26 juli 1917[10]
- Stora ordensbandet av Paulowniaorden,  20 januari 1922[11]
- Distinguished Service Medal
- Italiens militärorden
- Rumänska kronorden
- Renässansens högsta orden
- Uppgående solens orden
- Frälsarens orden
- Riddare med storkors av Bathorden
- Vita örns orden
- King George V Silver Jubilee Medal
- Mikael den tappres orden
- Riddare med storkors av Sankt Mikaels och Sankt Georgsorden
- Riddare med storkors av Victoriaorden
- Croix de Guerre
- Storbritanniska Johanniterorden
- British War Medal
- 1914–15 Star
- Tjeckiska Segermedaljen
- Livingstonemedaljen

[Redigera Wikidata]